# 아쇼로정
아쇼로정(일본어: 足寄町)은 일본 홋카이도 도카치 종합진흥국 관내의 아쇼로군에 있는 정이다. 정명의 유래는 아이누어의 ‘에쇼로·페트’(エショロ・ペツ, 따라 내려가는 강)이다.
약 1,400km2의 면적으로 2005년 1월까지는 일본 정부의 실효 지배하에 없는 북방영토의 에토로후군 루베쓰촌에 이어 일본에서 2번째로 넓은 면적을 가지는 시정촌이었다(현재는 다카야마시, 하마마쓰시, 루베쓰촌, 닛코시, 기타미시, 시즈오카시에 이어 7위). 또 도내에서는 2006년 3월 19일까지 루베쓰촌에 이어 2번째로 면적이 넓은 자치체이기도 했다. 그러나 정으로는 현재도 일본에서 제일 넓은 면적이다.

## 지리
원래는 구시로국에 속했지만 교통이 불편했던 이유로 도카치국으로 소속이 변경되었다. 도카치 종합진흥국 관내 북동부에 위치한다. 북쪽의 리쿠베쓰정에서 흘러 오는 도시베쓰강 중류 지역과 그 지류인 아쇼로강, 비리베쓰강 유역을 거의 관할하고 일본의 정촌 중에서 가장 넓은 면적을 자랑한다. 북서부에는 이사카리 산지의 산들이, 동부에는 메아칸산이 있어 고도가 높아진다. 중남부에는 도시베쓰강 하곡을 따라서 평지가 있고 여기에 중심 시가지가 있다.

### 기후
전형적인 대륙성 기후로 기온의 연교차가 크고 겨울 추위가 심하다. 강수량은 적고 일조 시간은 길다.
| 아쇼로정의 기후                                              | 아쇼로정의 기후 | 아쇼로정의 기후 | 아쇼로정의 기후 | 아쇼로정의 기후 | 아쇼로정의 기후 | 아쇼로정의 기후 | 아쇼로정의 기후 | 아쇼로정의 기후 | 아쇼로정의 기후 | 아쇼로정의 기후 | 아쇼로정의 기후 | 아쇼로정의 기후 | 아쇼로정의 기후 |
| 월                                                           | 1월             | 2월             | 3월             | 4월             | 5월             | 6월             | 7월             | 8월             | 9월             | 10월            | 11월            | 12월            | 연간            |
| ------------------------------------------------------------ | --------------- | --------------- | --------------- | --------------- | --------------- | --------------- | --------------- | --------------- | --------------- | --------------- | --------------- | --------------- | --------------- |
| 역대 최고 기온 °C (°F)                                       | 7.3 (45.1)      | 11.8 (53.2)     | 17.9 (64.2)     | 30.0 (86.0)     | 38.8 (101.8)    | 37.1 (98.8)     | 37.5 (99.5)     | 36.6 (97.9)     | 34.4 (93.9)     | 26.8 (80.2)     | 21.4 (70.5)     | 13.9 (57.0)     | 38.8 (101.8)    |
| 일평균 최고 기온 °C (°F)                                     | −1.4 (29.5)     | −0.1 (31.8)     | 4.6 (40.3)      | 11.9 (53.4)     | 18.2 (64.8)     | 21.7 (71.1)     | 24.7 (76.5)     | 25.6 (78.1)     | 22.0 (71.6)     | 15.9 (60.6)     | 8.2 (46.8)      | 0.8 (33.4)      | 12.7 (54.8)     |
| 일일 평균 기온 °C (°F)                                       | −9.1 (15.6)     | −7.5 (18.5)     | −1.4 (29.5)     | 5.2 (41.4)      | 11.2 (52.2)     | 15.3 (59.5)     | 19.1 (66.4)     | 20.1 (68.2)     | 16.0 (60.8)     | 9.1 (48.4)      | 2.0 (35.6)      | −5.9 (21.4)     | 6.2 (43.1)      |
| 일평균 최저 기온 °C (°F)                                     | −16.3 (2.7)     | −15.2 (4.6)     | −7.5 (18.5)     | −1.1 (30.0)     | 4.8 (40.6)      | 10.2 (50.4)     | 14.8 (58.6)     | 16.0 (60.8)     | 11.1 (52.0)     | 3.2 (37.8)      | −3.6 (25.5)     | −12.2 (10.0)    | 0.3 (32.6)      |
| 역대 최저 기온 °C (°F)                                       | −29.4 (−20.9)   | −29.0 (−20.2)   | −21.9 (−7.4)    | −13.3 (8.1)     | −5.4 (22.3)     | −0.6 (30.9)     | 5.1 (41.2)      | 5.7 (42.3)      | −1.0 (30.2)     | −7.3 (18.9)     | −17.2 (1.0)     | −24.4 (−11.9)   | −29.4 (−20.9)   |
| 평균 강수량 mm (인치)                                        | 26.2 (1.03)     | 17.7 (0.70)     | 32.3 (1.27)     | 55.8 (2.20)     | 83.8 (3.30)     | 72.4 (2.85)     | 114.0 (4.49)    | 147.3 (5.80)    | 124.5 (4.90)    | 79.6 (3.13)     | 44.0 (1.73)     | 36.0 (1.42)     | 833.5 (32.81)   |
| 평균 강수일수 (≥ 1.0 mm)                                     | 5.1             | 4.3             | 6.1             | 8.1             | 10.1            | 9.5             | 10.4            | 11.4            | 10.6            | 8.8             | 7.3             | 6.6             | 98.3            |
| 평균 월간 일조시간                                           | 181.8           | 173.1           | 203.4           | 183.1           | 176.4           | 146.9           | 123.8           | 127.0           | 144.2           | 167.4           | 161.9           | 164.9           | 1,953.9         |
| 출처: 일본 기상청 (평년값: 1991년~2020년, 극값: 1977년~현재) |                 |                 |                 |                 |                 |                 |                 |                 |                 |                 |                 |                 |                 |

## 역사
- 1921년 - 혼베쓰촌(현 혼베쓰정)에서 분리되어 나카가와군 니시아쇼로촌이 탄생했다.
- 1923년 - 아쇼로촌, 라완촌이 합병해 2급 정촌제를 시행, 아쇼로촌이 되었다.
- 1950년 - 니시아쇼로촌이 정으로 승격해 니시아쇼로정이 되었다.
- 1955년 4월 1일 - 나카가와군 니시아쇼로정, 아쇼로군 아쇼로촌을 합쳐 아쇼로정이 설치되었다.

도시베쓰강을 기준으로 서쪽이 구 니시아쇼로정, 동쪽이 구 아소로촌 구역이었다.

## 경제
소 사육이 중심이다. 사육 개체 수에서는 육우가 더 많지만 생산액에서는 젖소가 웃돈다. 이전에는 말 사육도 번성했다. 밭농사는 사탕무와 밀이 중심이고 감자와 강낭콩 등도 생산된다. 면적의 80%를 산림이 차지해 임업도 활발하다.

## 교통

### 도로
- 도토 자동차도
- 국도 241호선(일본어판)
- 국도 242호선
- 국도 274호선